# Olmekisk mytologi

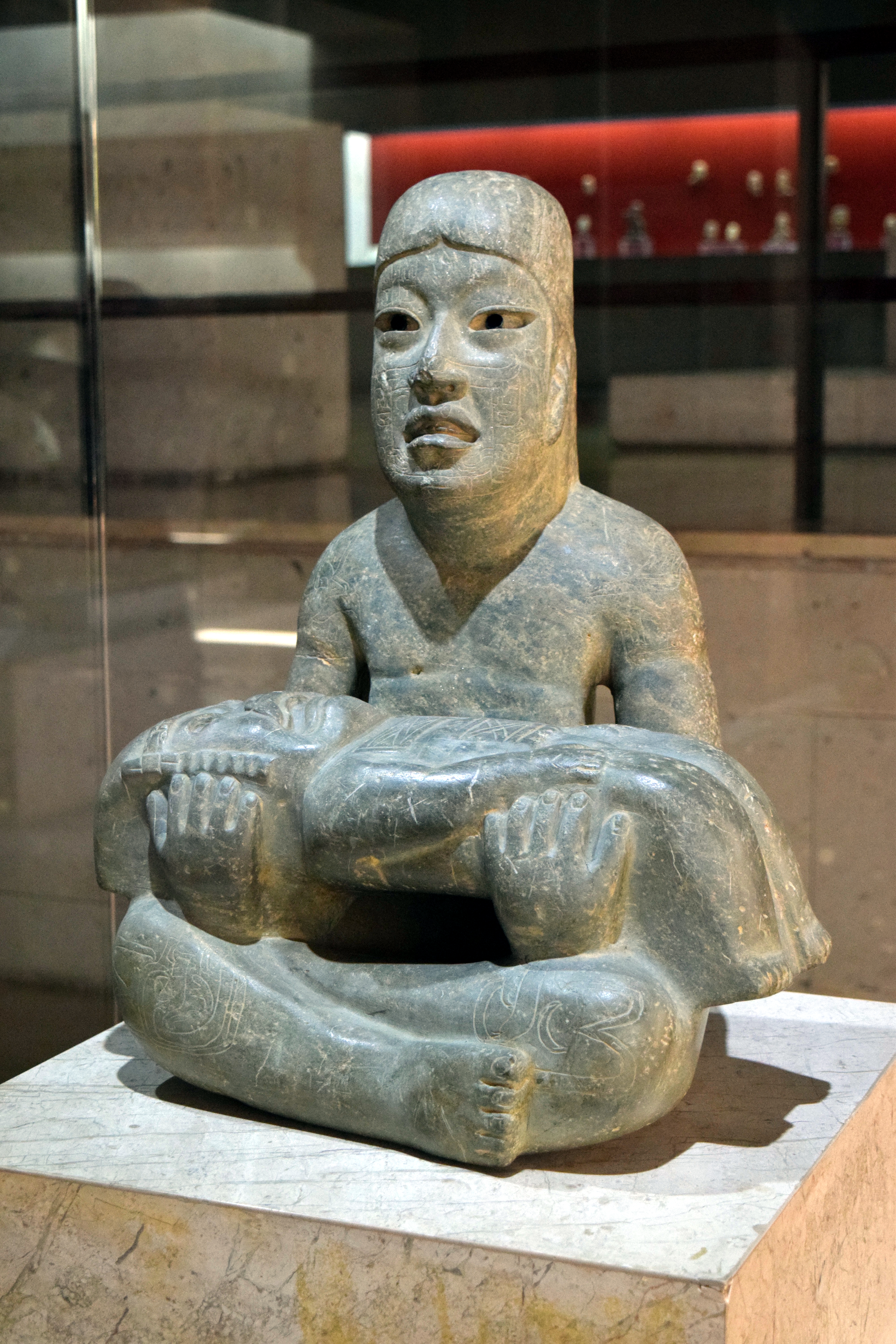
Det 55 cm höga Las Limas Monument 1 anses ge en väsentlig autentisk bild av olmekernas mytologi. En ung man, med glyfer inristade i sitt ansikte och bilder av fyra övernaturliga väsen på axlar och knän, håller en var-jaguarunge.

Olmekisk mytologi syftar på den förkolumbianska olmekkulturens polyteistiska religiösa trosföreställningar.
Olmekernas religiösa upptåg bedrevs av en kombination av härskare, heltidsarbetande präster och shamaner. De styrande verkar ha varit de viktigaste religiösa figurerna, med sina kopplingar till olmekiska gudar eller andra övernaturliga väsen, vilket gav legitimitet åt deras maktutövning.  J. E. Clark, menar att "mycket av konsten i La Venta verkar ha ägnats åt härskare utklädda som gudar eller åt gudarna själva". Det finns också betydande belägg för shamaner i olmekernas arkeologiska vittnesbörd, särskilt i så kallade "transformationsfiguriner" av typen varulv/varkatt eller hamnskiftare.
Olmekisk mytologi har inte lämnat några dokument jämförbara med mayansk mytologis Popol Vuh. Därför måste all redogörelse för olmekernas myter förlita sig på tolkningar av såväl överlevande monumentalkonst och bärbar konst (som Las Limas-figuren till höger)  som jämförelser med andra mesoamerikanska mytologier. Olmekisk konst visar att sådana gudar som "den befjädrade ormen" (senare Kukulcán, Quetzalcóatl och Gucumatz) och ett "övernaturligt regnväsen" (senare Chac) uppträdde i det mesoamerikanska pantheonet redan på olmekernas tid.